# Вотяков, Вениамин Иосифович
Вениами́н Ио́сифович Вотяко́в (1 августа 1921, Бугуруслан, Оренбургская губерния, РСФСР, СССР — 18 мая 2014, Минск, Республика Беларусь) — советский вирусолог, доктор медицинских наук (1965), профессор (1966), академик АМН СССР (1978), академик Российской академии естественных наук (1990), академик РАМН (1991), академик Национальной академии наук Белоруссии (1995), лауреат Государственной премии Белоруссии (2003).

## Биография
Окончил 2-й Московский медицинский институт в 1943 году, участвовал в Великой Отечественной войне. С 1946 года работал в Уфимском институте эпидемиологии и микробиологии имени Мечникова, с 1947 был научным сотрудником Центрального государственного научно-исследовательского контрольного института имени П. А. Тарасевича. С 1950 по 1986 годы был директором Белорусского НИИ эпидемиологии и микробиологии, позже стал здесь же руководителем отдела природно-очаговых и антропонозных неуправляемых инфекций.
Автор более 770 научных трудов, в том числе 7 монографий, 103 изобретений, а также научного открытия («Явление регуляции гиперпаразитизма иммунитетом позвоночных», 1988).
Жил в Минске.
Документы В. И. Вотякова хранятся в Национальном архиве Республики Беларусь.

## Основные труды
- Вотяков В. И., Протас И. И., Жданов В. М. Западный клещевой энцефалит. — Минск: Беларусь, 1978. — 256 с.